# 虎皮鹦鹉品种
虎皮鸚鵡其做為寵物鳥的歷史悠久，起於英國鳥類學家約翰·古爾德將第一對鸚鵡攜回歐洲起，已逾180年。其品種至今已發展出5000種以上的規模。這種鳥類多樣的顏色品系，來自於其顏色相關的基因多為簡單的孟德爾性狀，加上其飼養者常會記錄其親鳥資訊，並受到強烈人擇的結果。
從羽毛顏色分類，可以分為似野生個體的波紋型、眼紅體黃的黃化型、眼紅體白的白化型、頭白身藍或頭黃身綠的玉頭型、上黃下綠或上白下藍的淡色型等幾個種類。而依黑斑等其他特徵分類的話，可分為具有同野生個體黑色橫紋的普通種、背面的黑斑紋消失或淡化的高級種、體型明顯較野生個體大的大型種，及身體局部的羽毛捲曲的捲毛種四種。

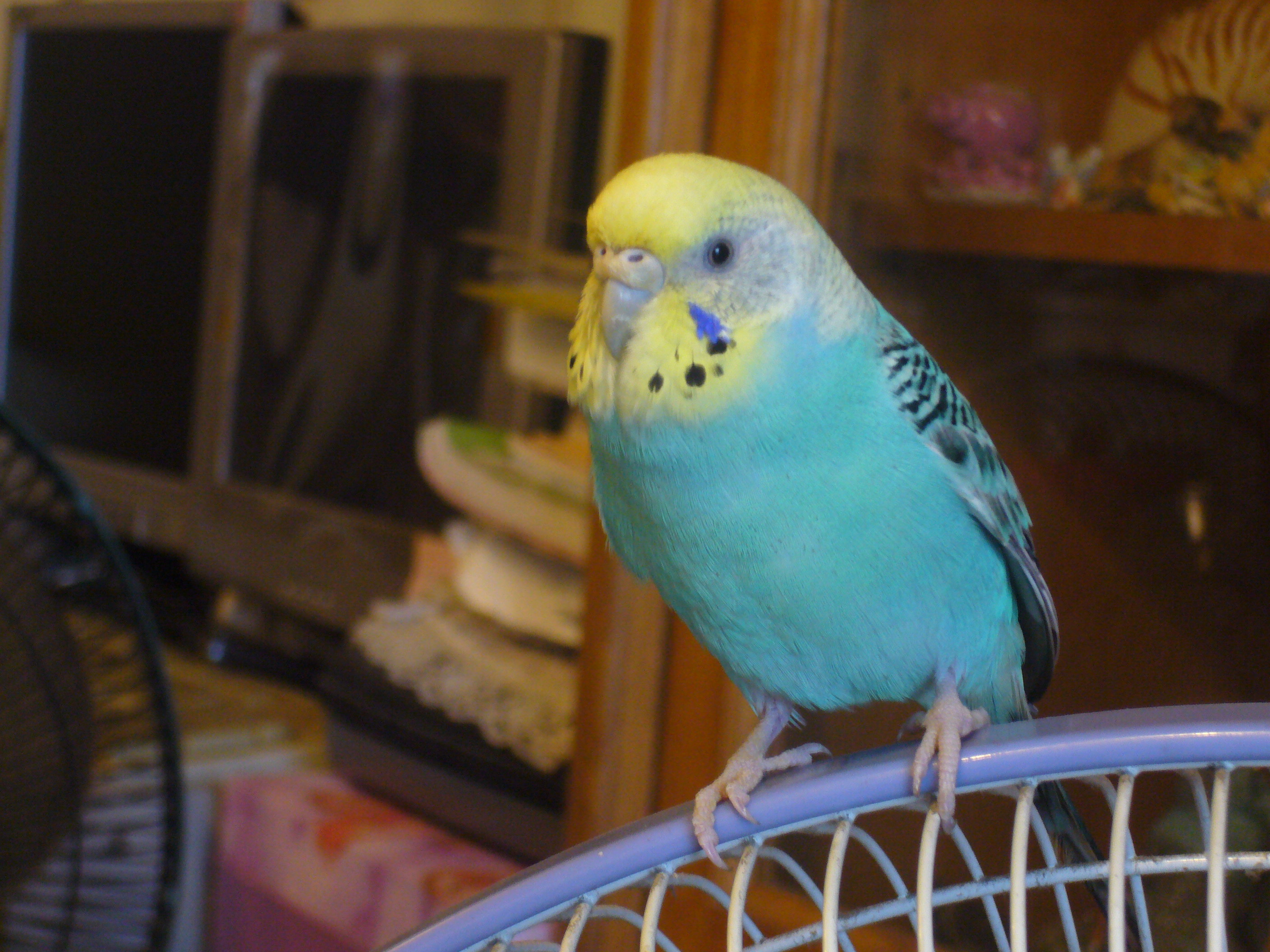
虎皮鸚鵡

## 品種介紹

### 普通種（Normals）

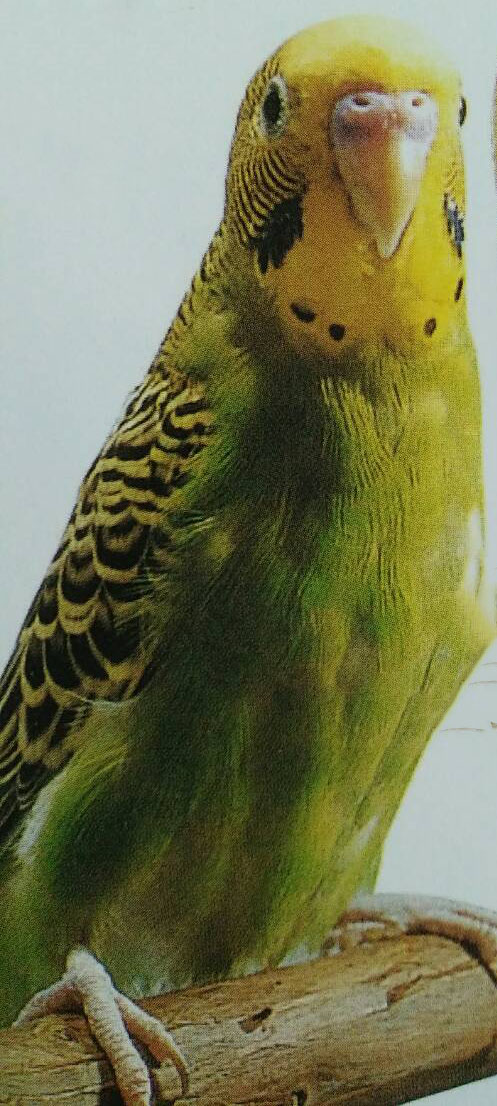
虎皮鸚鵡普通種

這是原產地澳洲的原始種，基本上為黃色與綠色，最為明顯的特徵就是在背部與雙翅上的黑色斑點。

### 歐巴林種（Opalines）

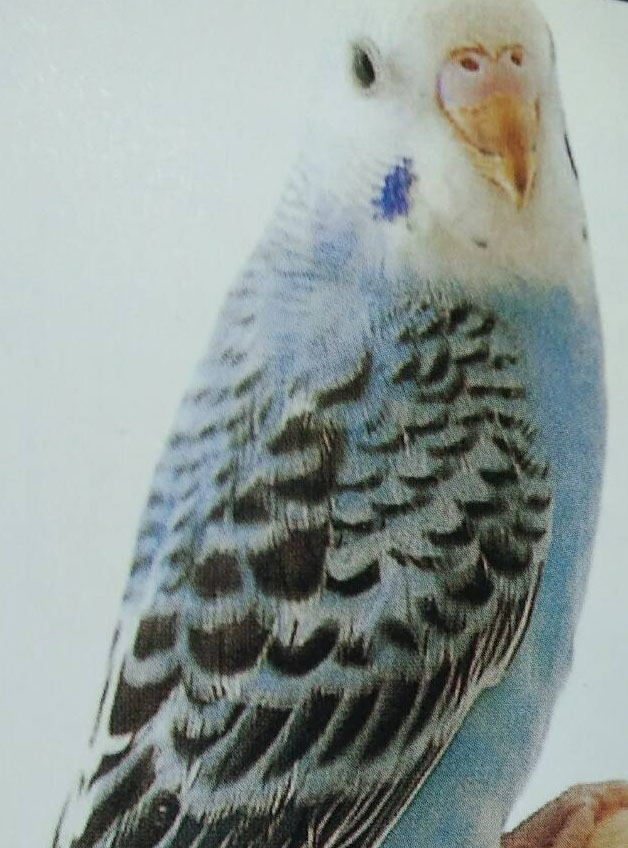
虎皮鸚鵡歐巴林種

歐巴林種的特徵是背部與腹部的顏色相同，且背部上的斑色斑紋呈V字形，其中斑點又分為淺色型與深色型。

### 路奇諾種 & 阿魯比種（Lutinos & Albinos）

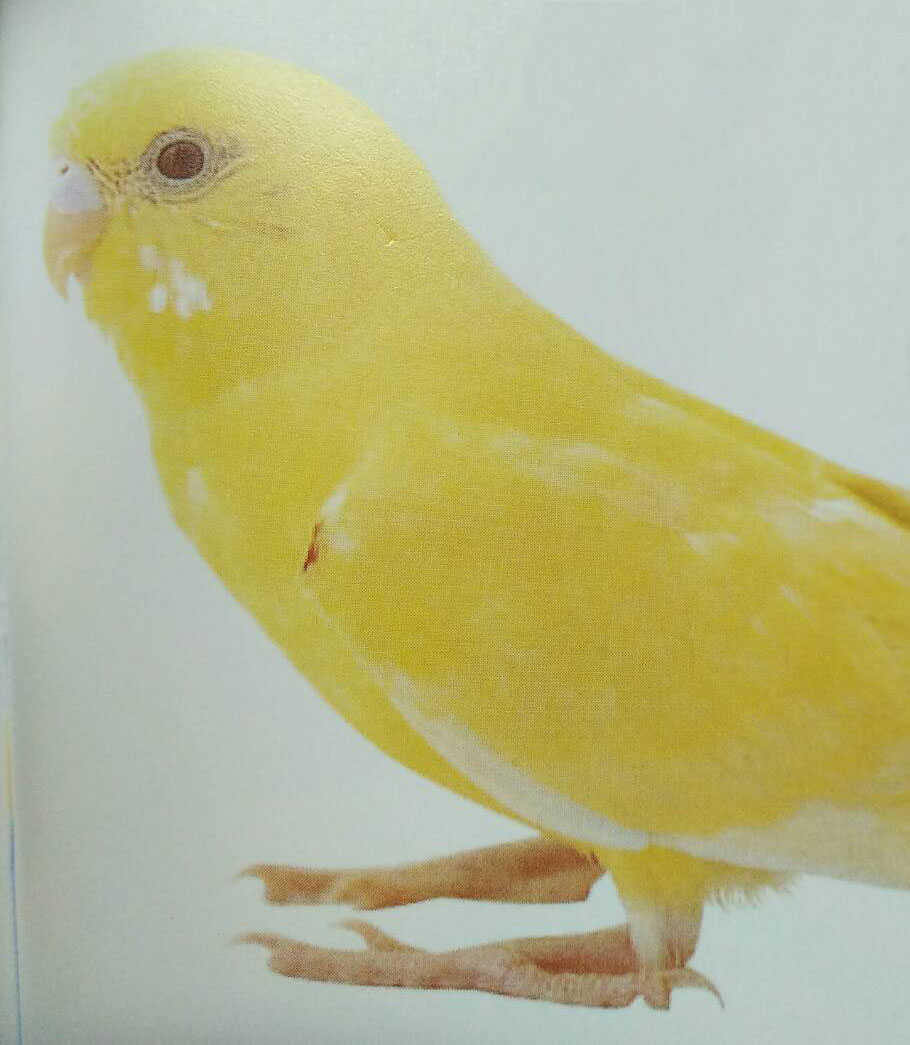
虎皮鸚鵡路奇諾種 & 阿魯比種

此品種特色為單色品種，且眼睛皆為紅色，而一般全身為黃色的是路奇諾種，白色的則為阿魯比種。

### 帕得種（Pieds）

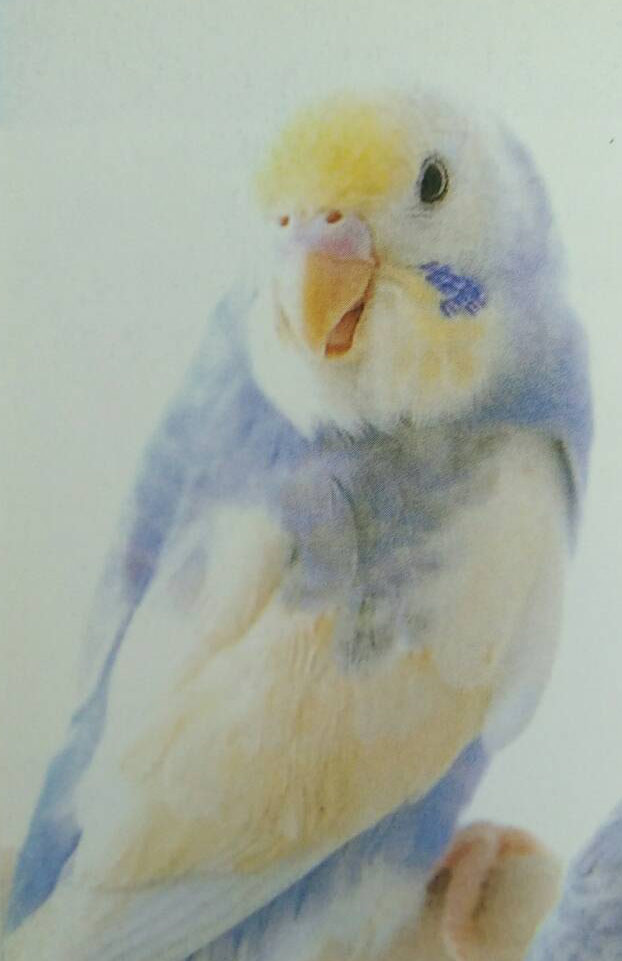
虎皮鸚鵡帕得種

帕得種的體色呈斑紋類型，特徵上頭部、背部的顏色和胸部不同，而背部一樣有斑點圖紋。

### 哈魯克種（Harlequins）

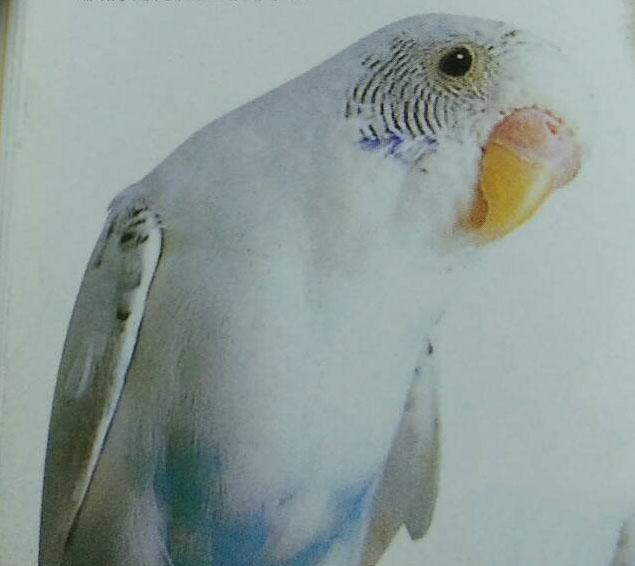
虎皮鸚鵡哈魯克種

哈魯克種的特色為頭部至胸部的顏色相同，但腹部則不同，此外哈魯克種的背部斑紋非常淺，淺到幾乎看不到。

### 斯班克魯種（Spangles）

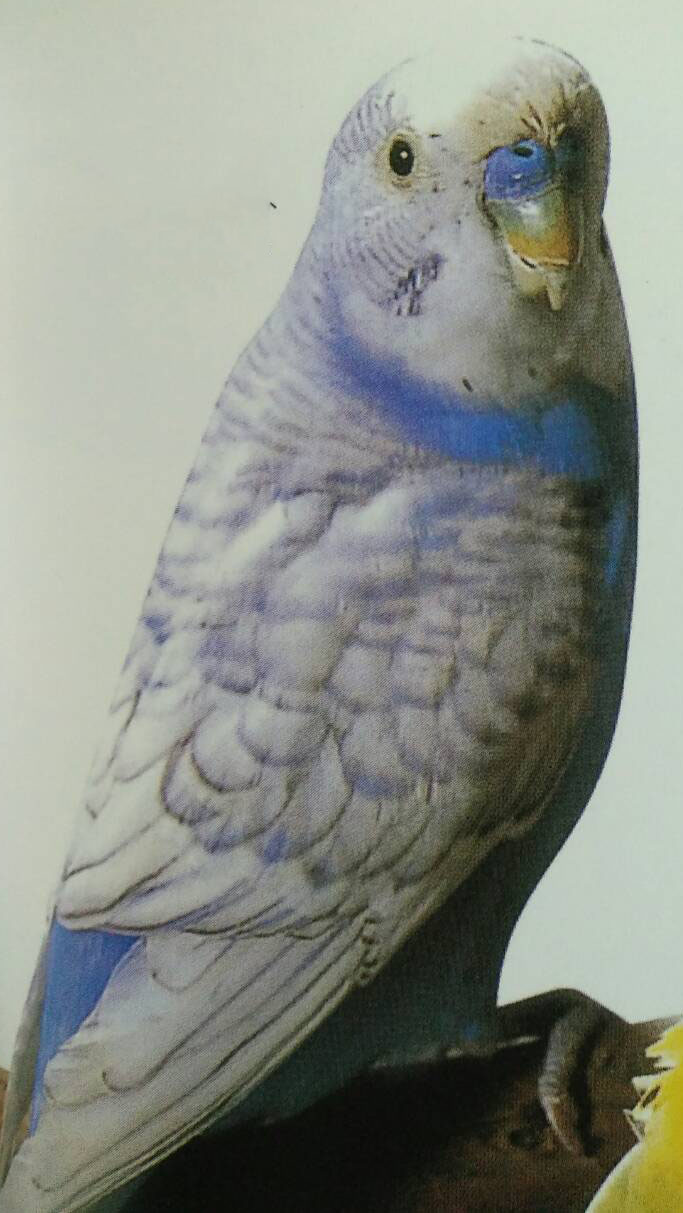
虎皮鸚鵡斯班克魯種

此品種特徵為背部和背翼的黑色圖案變得很細微，而往往取而代之的是藍底或是白、綠底。

### 捲毛種（Curly Feathers）

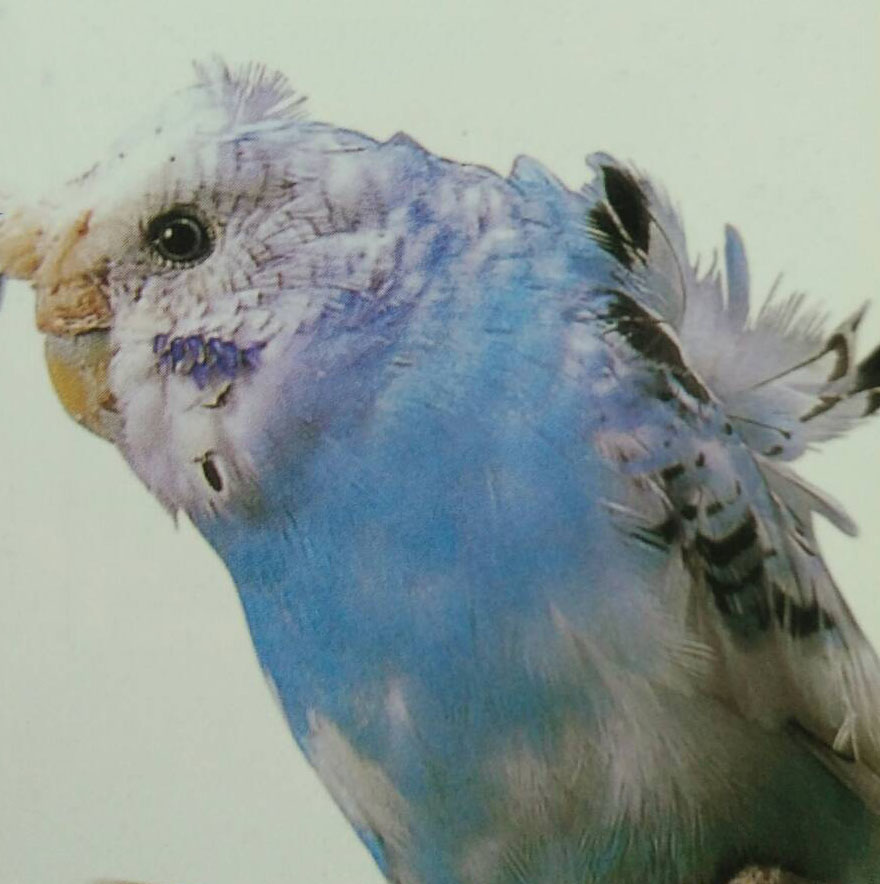
虎皮鸚鵡捲毛種

羽毛成捲毛狀是捲毛種最大也最獨一無二的特徵。